# Jadav Payeng
Padma Shri Jadav "Molai" Payeng (em assamês:  যাদৱ পায়েং) (nascido em 1963) é um ativista ambiental da tribo Mishing  e trabalhador florestal de Jorhat, na Índia. Durante o curso de algumas décadas, ele plantou e cuidou de árvores em um terreno arenoso do rio Brahmaputra transformando a área em uma reserva florestal. A floresta foi batizada Floresta Molai, em homenagem a ele, e está localizada perto de Kokilamukh de Jorhat, Assam, Índia e engloba uma área de cerca de 1,360 acres / 550 hectares. Em 2015, ele foi premiado com o  Padma Shri, o quarto prêmio mais alto para civis na índia.

## Carreira
Em 1979, Payeng, com 16 anos na época, encontrou um grande número de cobras que haviam morrido devido ao excessivo calor, após inundações as terem levados a um terreno arenoso e sem árvores. Por essa razão, ele plantou cerca de 20 mudas de bambu no local. Ele começou a trabalhar na floresta em 1979 quando a divisão florestal do distrito de Golaghat lançou um esquema de plantação de 200 hectares em Aruna Chapori situada em uma distância de 5 km de Kokilamukh no distrito de Jorhat. Molai foi um dos trabalhadores que atuou no projeto, que foi completado após cinco anos. Ele escolheu permanecer no local após o término do projeto, mesmo depois que os outros trabalhadores foram embora. Ele não somente cuidou das plantas, mas continuou a plantar mais árvores por conta própria, em um esforço para transformar a área em uma floresta.
A floresta, que veio a se tornar conhecida como Floresta Molai, agora abriga tigres de bengala, rinocerontes indianos, e cerca de 100 veados e coelhos. A floresta abriga também macacos e uma grande variedade de pássaros, incluindo um grande número de urubus. Há milhares de árvores, incluindo valcol, arjun (Terminalia arjuna), ejar (Lagerstroemia speciosa), flamboiã (Delonix regia), koroi (Albizia procera), moj (Archidendron bigeminum) e himolu (Bombax ceiba). Bambus cobrem uma área de cerca de 300 hectares.
Uma manada de cerca de 100 elefantes visita regularmente a floresta todos os anos e geralmente fica por cerca de seis meses. Eles deram à luz a cerca de 10 filhotes na floresta em anos recentes.
Seus esforços se tornaram conhecidos pelas autoridades em  2008, quando oficiais do departamento florestal foram para a área em busca de uma manada de 115 elefantes que havia ido para a floresta após ter danificado propriedade privada no vilarejo de Aruna Chapori, que fica a cerca de 1.5 km da floresta. Os oficiais ficaram surpresos de ver uma floresta tão larga e densa e desde então o departamento tem regularmente visitado o local.
Alguns anos atrás, caçadores tentaram matar os rinocerontes que estavam na floresta, mas falharam em sua tentativa após Molai alertar os oficiais do departamento. Os oficiais prontamente confiscaram diversos artigos dos caçadores para pegar os animais.
Molai está pronto para manejar a floresta de modo melhor e ir a outras partes do estado para começar uma aventura similar. Seu objetivo agora é espalhar sua floresta por outra barra do Brahmaputra .

## Vida Pessoal
Jadav Payeng pertence a um povo chamada "Mishing" em Assam, India. Ele vive em uma pequena casa na floresta. Binita, sua esposa, e seus 3 filhos (dois meninos e uma menina) o acompanham. Ele possui gado e búfalos em sua fazenda e vende leite para se sustentar, o que é sua única fonte de renda. Em uma entrevista recente, ele revelou que ele perdeu cerca de 100 vacas e búfalos para tigres na floresta, mas ele culpa pessoas que invadem e destroem florestas em larga escala, como a principal causa dos ataques de animais selvagens.

## Honras
Jadav Payeng foi homenageado pela Escola de Ciências Ambientais da  Jawaharlal Nehru University em 22 de abril de 2012 por sua impressionante conquista. Ele compartilhou essa experiência de criar uma floresta em uma sessão interativa, onde o ganhador do Prêmio Magsaysay, Rajendra Singh, e o vice-chanceler da JNU, Sudhir Kumar, Sopory estiveram presentes. Sopory nomeou Jadav Payeng "Homem da Floresta da índia". No mês de outubro de 2013, ele foi honrado pelo Indian Institute of Forest Management durante o seu evento anual Coalescence. Em 2015, ele foi honrado com o Padma Shri, a quarta maior honraria civil na índia.

## Na cultura popular

Uma ilustração de Jadav Payeng, do livro infantil biográfico Jadav and the Tree-Place por Vinayak Varma

A floresta Molai e Payeng foram assunto de um grande número de documentários em anos recentes. Um filme feito localmente, produzido por Jitu Kalita em 2012 The Molai Forest, foi exibido na Jawaharlal Nehru University. Jitu Kalita, que vive perto da casa de Payeng, também foi premiado e reconhecido pela boa reportagem mostrando a vida de Payeng em seu documentário. A floresta Molai também foi mostrada em um documentário de 2013, Foresting life, dirigido pelo documentarista indiano Aarti Shrivastava, e no filme de William Douglas McMaster Forest Man. Pessoas doaram cerca de 8327 dólares americanos na campanha do Kickstarter para a pós-produção do documentário, no início de 2013, que foi mostrado no 2014 Cannes Film Festival.
Payeng também é assunto do livro infantil Jadav and the Tree-Place, escrito e ilustrado por Vinayak Varma. O livro foi publicado pela plataforma infantil StoryWeaver, e sua produção foi financiada por uma coação da Oracle Giving Initiative.